# Loca
Loca je píseň kolumbijské zpěvačky-skladatelky Shakiry. Je to první singl z jejího sedmého studiového alba Sale el Sol. V anglické verzi můžete také slyšet britského rappera Dizzee Rascala.
Loca má také španělskou verzi se stejným názvem, která byla použita na podporu prodeje alba ve španělsky mluvících zemích. Ve španělské verzi můžete také slyšet El Cata.

## Hitparáda
| Země       | Umístění |
| ---------- | -------- |
| Rakousko   | 2        |
| Kanada     | 36       |
| Nizozemsko | 15       |
| USA        | 32       |
| Česko      | 1        |
| Slovensko  | 3        |
| Evropa     | 7        |
| Německo    | 6        |